# فورد بايلوت
فورد بايلوت هي سيارة متوسطة الحجم من صناعة فورد بريطانيا [الإنجليزية] أنتجت في عام 1947 وتوقف إنتاجها في عام 1951. تم تجميعها في المملكة المتحدة وأستراليا.

## معرض صور

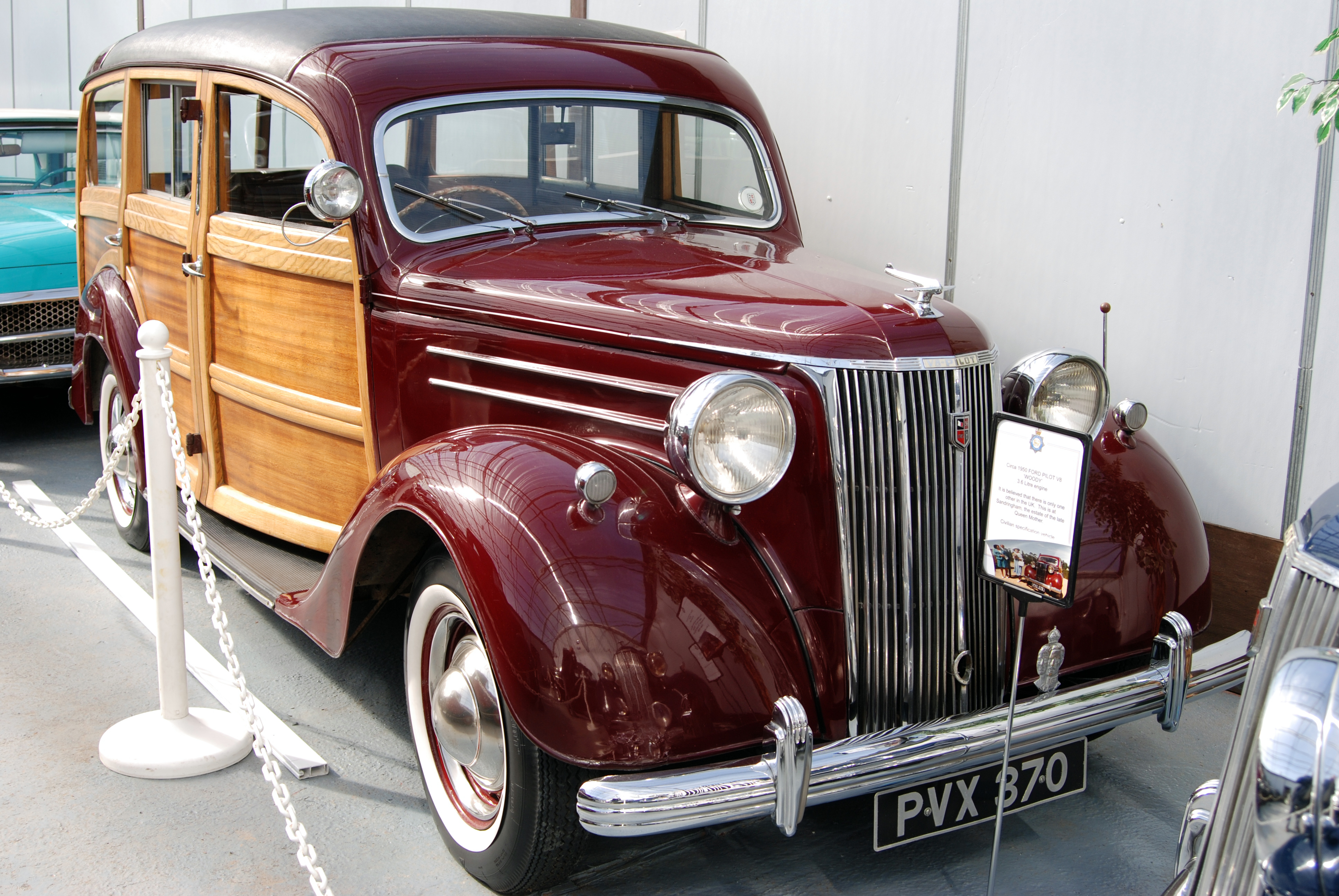
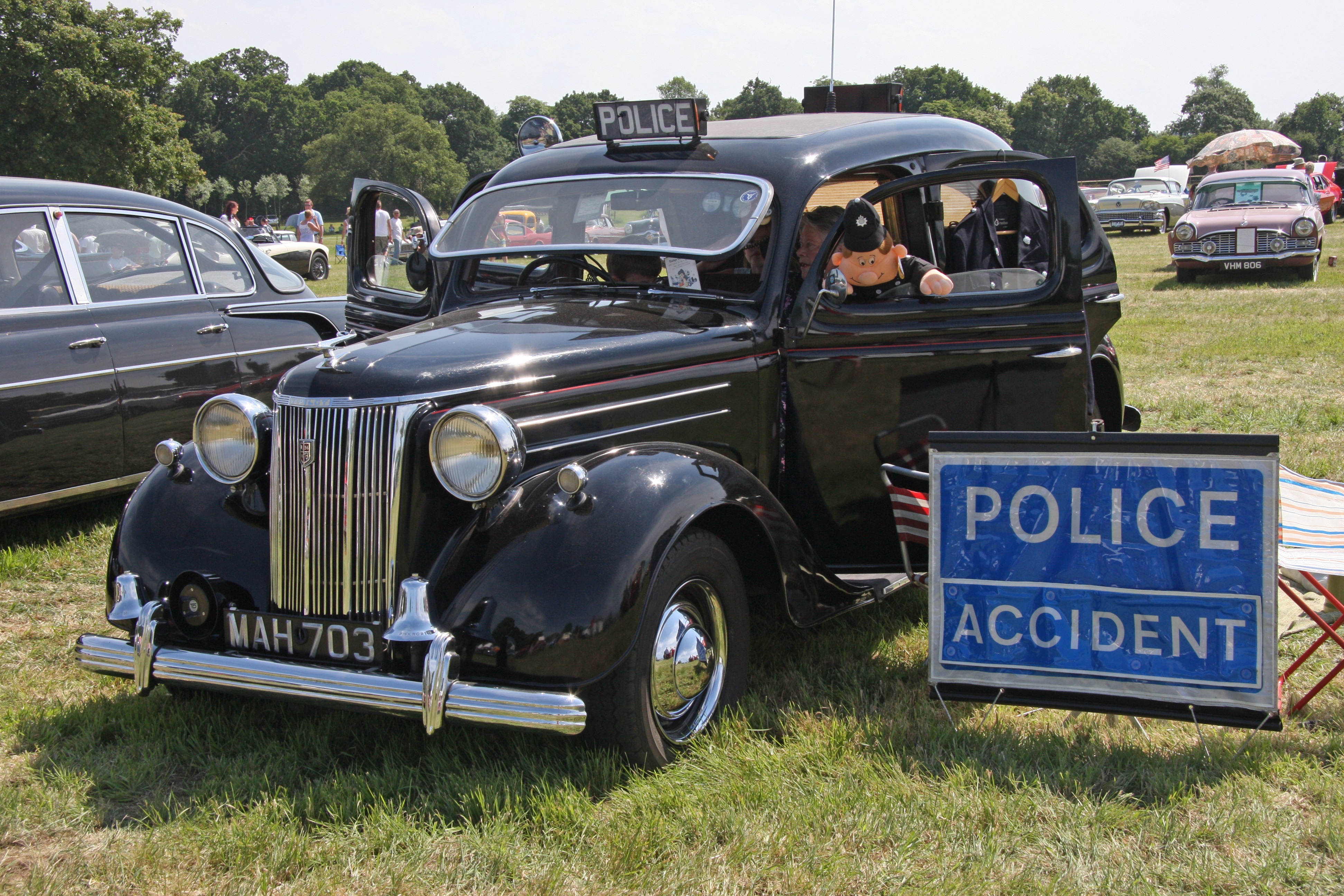
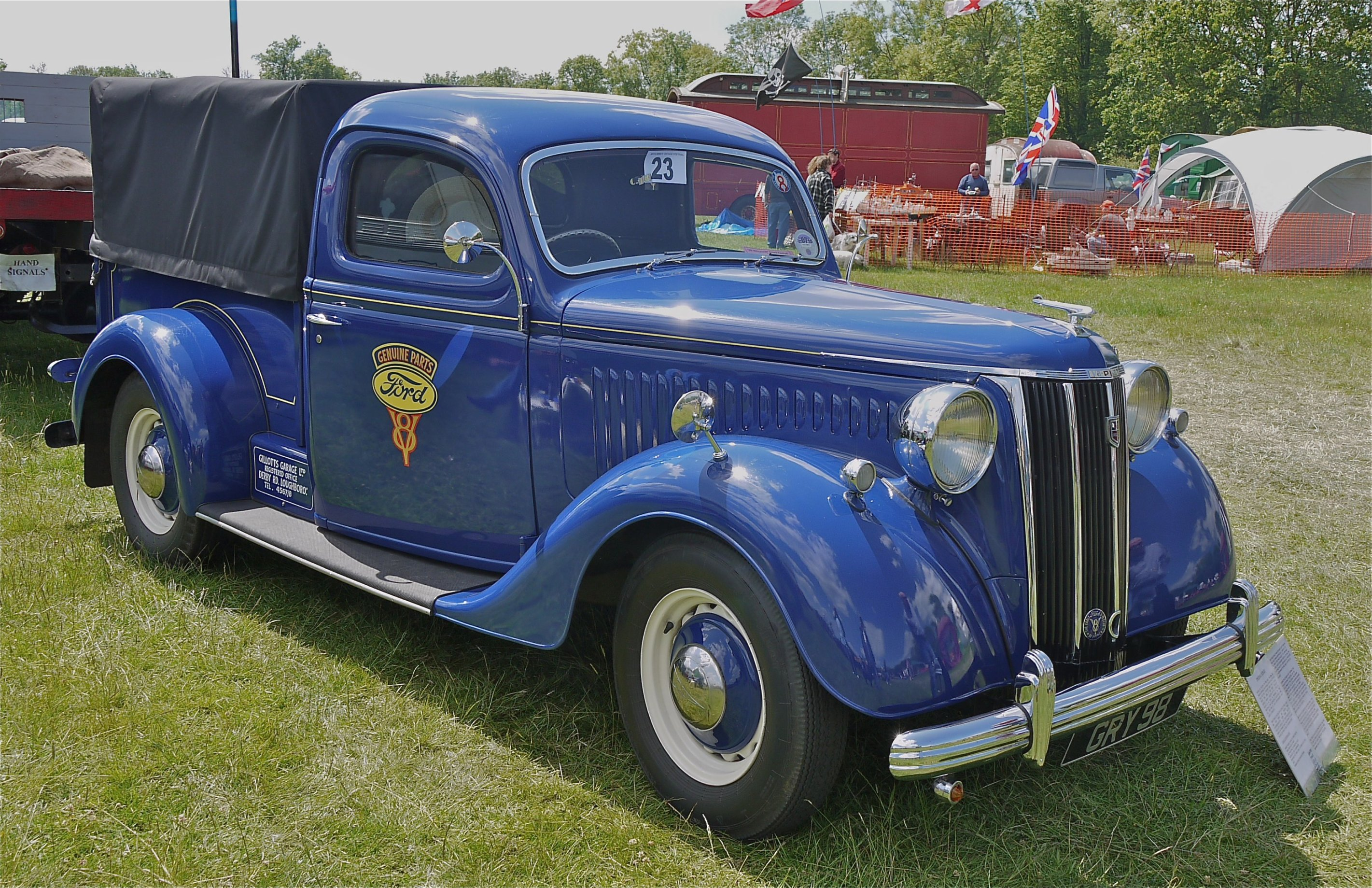